# Kerekegyháza
Kerekegyháza – miasto na Węgrzech, w Komitacie Bács-Kiskun, w powiecie Kecskemét.